# Comuna de Radków
Radków (polaco: Gmina Radków) é uma gminy (comuna) na Polónia, na voivodia de Baixa Silésia e no condado de Kłodzki. A sede do condado é a cidade de Radków.
De acordo com os censos de 2004, a comuna tem 10287 habitantes, com uma densidade 74 hab/km².

## Área
Estende-se por uma área de 139 km².